# Otto Hillebrecht

Otto Hillebrecht als Student in Göttingen im Jahre 1904.

Otto Hillebrecht (* 16. Juli 1886 in Göttingen; † 21. August 1971 in Göttingen) war ein deutscher Jurist und Mitglied der Bremischen Bürgerschaft.

## Biografie
Hillebrecht wurde 1886 als Sohn eines Gutsbesitzers in Göttingen geboren, wo er nach seiner Schulzeit an der Georg-August-Universität Rechts- und Volkswissenschaft studierte. Seit 1904 war er Mitglied der Burschenschaft Holzminda Göttingen. Nach Examen und Promotion 1910 war er zunächst beim Deutschen Handwerks- und Gewerbetag in Hannover tätig und ging dann 1913 als wissenschaftlicher Assistent zur Handelskammer Bremen, wo er sich speziell für die Interessen des Einzelhandels einsetzte. Anschließend arbeitete er bei den Vorstehern der Kaufmannschaft in Stettin.
1914 meldete er sich im Ersten Weltkrieg als Kriegsfreiwilliger; bei Kriegsende 1918 führte er den Dienstgrad eines Offiziers. Ihm wurde das Eiserne Kreuz 2. Klasse verliehen. Von 1919 bis 1922 arbeitete er als Syndikus bei der Handelskammer in Liegnitz, kehrte dann aber nach Bremen zurück, wo er Hauptgeschäftsführer der Kleinhandelskammer wurde, der späteren Einzelhandelsabteilung der Handelskammer Bremen.
Vom November 1922 bis Ende 1932 gehörte er der Bremischen Bürgerschaft an, zeitweise als Mitglied des Präsidiums. Die nüchterne Skepsis, die er den Ideologien des Nationalsozialismus entgegenbrachte und offen bekundete, kostete ihn im April 1933 seine Stellung bei der Bremer Kleinhandelskammer. Im Zweiten Weltkrieg war er unter anderem drei Jahre lang Wehrmachtsfürsorge- und Versorgungs-Offizier.
Nach Kriegsende arbeitete er bis zur Pensionierung wieder in seiner alten Stellung in Bremen. Nebenbei war er in der Nachkriegszeit einige Jahre 2. Vorsitzender der Bremer Trabrenn-Gesellschaft. Otto Hillebrecht kehrte später an seinen Geburtsort Göttingen zurück, wo er 1971 im Alter von 85 Jahren starb.

## Veröffentlichungen
- Die Verletzung der Anzeigepflicht nach dem Reichsgesetz über den Versicherungsvertrag. Kaestner, Göttingen 1910 (Dissertation, Universität Gießen, 1910).